# Pusiola elongata
Pusiola elongata är en fjärilsart som beskrevs av Aurivillius 1910. Pusiola elongata ingår i släktet Pusiola och familjen björnspinnare. Inga underarter finns listade.